# Мале Родне
Мале Родне (словен. Male Rodne) је насељено место у општини Рогашка Слатина, Савињска регија, Словенија.

## Историја
До територијалне реорганизације у Словенији било је у саставу старе општине Шмарје при Јелшах.

## Становништво
У попису становништва из 2011. године, Мале Родне је имало 122 становника.
| Број становника према пописима | Број становника према пописима | Број становника према пописима |
| ------------------------------ | ------------------------------ | ------------------------------ |
| 1991                           | 2002                           | 2011                           |
| 121                            | 118                            | 122                            |

Напомена: До 1953. исказивано под именом Свети Мохор. Године 2017. извршена је мања размена територија између насеља Мала Родна и Цесте.